# Kjell Eldensjö
Gustav Adolf Kjell Eldensjö, tidigare Eriksson, född 17 juni 1941 i Torups församling, Hallands län, är en svensk politiker (kristdemokrat) och ingenjör, som var riksdagsledamot 2006–2010. Han var även riksdagsledamot 1991–1994 och 1998–2002.
Eldensjö var suppleant i justitieutskottet och i konstitutionsutskottet under mandatperioden 2006–2010. Han var invald för Södermanlands läns valkrets 2006–2010. Sina bägge tidigare mandatperioden representerade han Västra Götalands läns södra valkrets, där han också bodde vid den tiden.